# Karel Friderik Jožef Strahl
Karel Friderik Jožef pl. Strahl (izg.: štrál), slovenski pravnik, plemič in zbiratelj, * 12. september 1850, Trebnje, † 24. december 1929, Stara Loka.

## Življenjepis
Rodil se je v Trebnjem na Dolenjskem Edvardu Strahlu in Ceciliji pl. Petteneg.
Izšolal se je za pravnika in službo opravljal po Kranjskem in Koroškem. Poročil se je leta 1886 z Mimi pl. Lehmann s katero pa ni imel otrok. Leta 1899 je odšel v pokoj in se bolj posvetil vodstvu posestva, vzdrževanju gradu in zbirke, ki jo je podedoval po svojem očetu in jo je tudi sam dopolnjeval.
Zaradi visoke starosti in denarne zadrege je prodal okrog 45 umetnin, zbirko pa je želel v največji meri ohraniti domovini. Ženi, ki je umrla pred njim, je obljubil, da bo velik del premoženja zapustil njenim sorodnikom v tujini. Po Strahlovi smrti se je to tudi zgodilo, vendar je z oporoko zahteval 25% popust pri nakupu umetnin za Narodno galerijo in Narodni muzej v Ljubljani. Danes je nekaj umetnin v teh dveh inštitucijah, druge pa so se porazgubile.